# شريط باهت
الشريط الباهت (من الألمانية "Fahlband" «أرض بور، باهتة اللون + شريط»، تُلفظ بالألمانية: [ˈfa:lbant]) هو طبقة أرضية من الصخور البلورية، تتضمن كبريتيدات معدنية. وقد يشير المصطلح أيضًا إلى التتراهيدريت.